# Heitor Marcelino Domingues
Heitor Marcelino Domingues, conegut com a Heitor, (São Paulo, 20 de desembre de 1898 - São Paulo, 21 de setembre, 1972) fou un futbolista brasiler de les dècades de 1910 i 1920.

## Trajectòria
Fou un dels jugadors més importants de la història del Palmeiras. A més de futbolista fou un esportista global. Practicà el basquetbol, essent campió paulista el 1928 amb el Palestra Itália, l'atletisme, el tennis taula i el voleibol.
Era fill d'immigrants espanyols. Es formà el 1915 a l'Sport Clube Americano, passant l'any següent al primer equip. Aquest mateix any fou fitxat pel Palestra Itália on romangué durant setze temporades. El 1920 comandà el Palestra al seu primer títol estatal. El 1923, assolí un rècord golejador en marcar set gols a la selecció de Paraná. El bienni 1926-1927 aconseguí guanyar dos campionats paulistes, la Taça dos Campeões entre Rio de Janeiro i São Paulo, la Taça Ballor i el Torneio Início.
Va jugar amb la Selecció Paulista entre 1917 i 1930 i amb la selecció brasilera entre 1919 i 1929. Amb aquesta darrera formà una gran dupla atacant amb Arthur Friedenreich. Disputà 11 partits i marcà 4 gols, amb 8 victòries, 3 empats i cap derrota.
Un cop es retirà exercí d'àrbitre amb notable èxit. El 1935 arbitrà el partit decisiu del campionat paulista entre Santos i Corinthians i el 1940 arbitrà el partit inaugural de l'Estadi de Pacaembu.

## Palmarès[1]
Palestra Itália
- Campionat paulista: 1920, 1926, 1926 (extra), 1927
- Taça dos Campeões Estaduais Rio-São Paulo: 1926
- Torneio Início Paulista: 1927
- Campionat paulista de bàsquet: 1928

Brasil
- Copa Amèrica de futbol: 1919, 1922